# Trelleborg (Slagelse)
 For alternative betydninger, se Trelleborg. (Se også artikler, som begynder med Trelleborg)
Trelleborg er et borganlæg fra vikingetiden, og også navngivende for den borgtype der kendes som trelleborgene. Borgen har antageligt haft en strategisk placering i datidens landskab, hvor det i dag kun er dens beliggenhed nær ved Storebælt der er øjensynlig. I 1995 oprettedes museet Vikingeborgen Trelleborg, og borgen blev i 2023 optaget på UNESCOs verdensarvsliste sammen med de fire andre danske trelleborge.

## Fundhistorien
Lokaliteten Trelleborg har som sådan aldrig været glemt. Størstedelen af jordvoldene var umiddelbart synlige helt frem til udgravningens påbegyndelse, og den cirkulære indervold ses tydeligt på landkort fra 1600-tallet og fremefter.
I 1933 ville en lokal motorcykelklub lave motocrossbane på voldene, og det gav anledning til en nærmere undersøgelse af terrænet. Anlægget blev således udgravet arkæologisk i perioden 1934-1942. Udgravningen førte til, at man for første gang identificerede en ringborg i Danmark, omend ikke at sammenligne med middelalderens centraleuropæiske ringborge, idet bygningsmaterialet i Trelleborg var tømmer, men til gengæld alligevel særpræget karakteristisk, idet borgens cirkelform var geometrisk præcis - en cirkelborg, så at sige. Det arkæologiske arbejde blev offentliggjort i 1948 i en afhandling affattet af Poul Nørlund.
En dendrokronologisk datering blev annonceret i 1979.[kilde mangler] Det blev her påvist med stor sandsynlighed at de undersøgte træstykker var fældet mellem maj 980 og august 981.
Under en udgravning i forbindelse med projektet "Kongens Borge" i september 2008 fandt en gruppe arkæologer fra Moesgård Museum og Sydvestsjællands Museum (nu Museum Vestsjælland) et skjold af træ. Det er første gang man har fundet et (næsten) helt træskjold i Danmark. Skjoldet er ca. 90 cm i diameter, med et karakteristisk hul i midten, hvor skjoldbulen har siddet. Skjoldets træ dateres dendrokronologisk til ca. år 950 og træet menes at stamme fra Norge.

## Anlægget
Byggematerialet har bestået af tørv og tømmer, og konstruktionsmæssigt føjer kulturmindet sig til lignende anlæg i det første årtusind fra såvel Skandinavien og det øvrige nordlige kontinentaleuropæiske område. Til gengæld har anlægget en arkitektonisk karakter: Det omkransende palisade-agtige værn udføres i en geometrisk nøjagtig anlagt cirkel, gennemskåret i hvert verdenshjørne af en portåbning. Indenfor palisaden føres portvejene igennem, der således former et kryds (også tolket som en repræsentation af det kristne kors-symbol), og i hvert af cirklens kvadranter findes fire langhuse, anlagt i en firkant. Selv langhusenes konstruktion blev opfattet typologisk, omend det også må gøres gældende at det arkæologiske engagement på det tidspunkt, i 1940'erne, ikke kendte andre spor efter bebyggelsen i vikingetiden. Borganlægget er særpræget og har efterfølgende medført erkendelsen af en speciel borgtype, der i sagens sammenhæng har fået navnet trelleborg - det er disse borganlæg, i alt fem styk, der siden 2023 har været at finde på Verdensarvslisten.
Trelleborg er forsynet med en forborg, hvor der også er et gravfelt. Ingen af de øvrige trelleborge har spor efter en forborg, men ved Fyrkat er der et gravfelt. I Trelleborg er der fundet 135 grave.

## Formål
Der kendes ingen samtidige skriftlige kilder til ringborgene overhovedet. Intetsteds har de sat sig direkte spor i de historiske kilder, hvilket kan synes mærkeligt, når man tager den gigantiske indsats, der ligger bag anlæggene, i betragtning.
Poul Nørlund afsluttede sit værk om registreringen af fundene ved borgen med at fremsætte 3 mulige formål med opførelsen af Trelleborg:
- 1)	Landeværn for Vestsjælland
- 2)	Tvangsborg, hvor argumentet er, at Harald Blåtand byggede borgene som kongens værn mod et oprørsk folk.
- 3)	Et formål, der knyttede sig til togterne mod England, muligvis som træningslejr eller vinterlejr.

Personligt hældede han i retning af den sidstnævnte opfattelse.
De såkaldte trelleborge var vigtige brikker i 900-tallets magtspil, da Harald Blåtand samlede riget og centraliserede statsmagten.
Efter fundene af de øvrige borge opstod yderligere en tolkningstype, administrationscenterteorien, der ligesom de øvrige tolkningstyper blev udbygget med forskellige forgreninger, der ofte tog form gennem debatter i historiske og arkæologiske fagtidsskrifter. I nominations-skrivelsen til UNESCO fra Slots- og Kulturstyrelsen i 2021, bemærkes det at "trelleborgene uden tvivl er et dynamisk og 'levende' research tema", men også konklusivt at borgene konsoliderede Harald Blåtands samlede kongerige, allerede foregrebet i 2008 af Andres Dobat, en af de ledende arkæologer ved udgravningerne i det år, der her kommenterer de manglende skriftlige spor: "Måske var de bare nødvendige lige præcis på det tidspunkt, de blev bygget. Måske blev nogle af dem kun brugt i ganske få år. Måske var de en slags kontrolmekanisme, der skulle sikre, at centralmagten var til stede og synlig der, hvor den ikke stod så stærkt."

## Museet ved Trelleborg
Allerede i 1941 rekonstruerede man et langhus ud fra arkæologiske udgravninger på området. I 1995 blev en egentligt museumsbygning opført, og størstedelen af de fund, som var gjort omkring Trelleborg, blev overført hertil fra Nationalmuseet. Museet "Vikingeborgen Trelleborg" blev drevet af Sydvestsjællands Museum frem til 2013, hvor Slagelse Kommune overtog driften.[kilde mangler] Per 2014 har Slagelse kommune og Nationalmuseet indgået en samarbejdsaftale om driften af museet.

### Supplerende litteratur
- Harald Andersen: "Kultpladsen på Trelleborg" (Skalk 1998 nr. 1; s. 18-19)
- Niels H. Andersen: "Forgængeren" (Skalk 1984 nr. 4; s. 9-11)
- Kåre Johannessen: "Naboskab" (Skalk 2001 nr. 5; s. 13-17)
- Stilling, Niels Peter (1981), "Trelleborg-hypoteser. Om de danske vikingeborges funktion og historiske betydning", Scandia: 29-65